# Скайлаб-5
Скайлаб 5 или SL-5 (на английски: Skylab 5) е планирана като четвърта и последна пилотирана мисия до американската станция Скайлаб. Космическият кораб Аполо е трябвало да бъде изведен на околоземна орбита от ракета-носител Сатурн IB, с тричленен екипаж.

## Екипаж
| Пост         | Астронавт                        |
| Командир     | Ванс Бранд един космически полет |
| Пилот        | Дон Линд                         |
| Пилот – учен | Уилям Леноар                     |

- Броя на полетите за всеки астронавт е преди тази мисия.

## Параметри на мисията
След успешното приключване на полета на Скайлаб 4, НАСА планира провеждане на кратка 20-дневна мисия на борда на станцията Скайлаб под името Скайлаб 5. Полета е насрочен за 1976 г. след Експерименталния полет Аполо - Союз (ЕПАС). Програмата предвиждала научни изследвания и издигане на станцията на по-висока орбита за бъдещото и използване от космическите совалки.

## Отказване от мисията
През 1976 г. мисията е отложена поради съкращаване на бюджета на НАСА. Междувременно през 1976 – 1977 г. NORAD засича сериозно увеличаване на слънчевата активност с предвиждан пик около средата на 1979 г. Скоро става ясно, че космическата станция Скайлаб, която няма собствени двигатели (ориентирането на станцията се извършва с помощта на двигателя на космическия кораб Аполо), започва неконтролируемо снижаване на орбитата си и загуба на скорост. НАСА се изправя пред дилема, тъй като се оказва, че космическата совалка (Space Shuttle) не може да бъде готова през 1978 г. (както е било планирано) и най-ранната дата на първия и полет може да бъде през април 1981 г. За да се поддържа станцията на постоянна околоземна орбита е необходимо регулярното провеждане на мисии „Скайлаб“ поне до края на 1980 г., за каквито НАСА няма бюджет, тъй като средствата са насочени изцяло за създаване на космически кораб за многократно използване. От друга страна СССР завършва работата по своята програма „Космос 954“, създаване на дълговременна орбитална станция със сменяеми екипажи, по подобие на „Скайлаб“ (новостите в руския проект са две: станцията разполага със собствен двигател за корекция на орбитата; създаден е автоматичен товарен кораб „Прогрес“, който зарежда периодично станцията с всичко необходимо, а неговите двигатели могат да се използват за ориентация). През януари 1978 г. изстрелването е факт и новата станция наречена „Салют – 6“ е изведена на околоземна орбита, малко по – ниска от тази на „Скайлаб“. САЩ са изправени пред реалната опасност от загуба на първенството в космическите изследвания и което е по – лошо от загуба на международен престиж. В тази обстановка решението е радикално и е продиктувано най-вече от икономическите параметри на проекта „Спейс шатъл“, разходите по който нарстват няколко пъти, в сравнение с първоначално предвидените. САЩ се отказват от развитието на „Скайлаб“ за сметка на построяването на космически кораб (четвърто поколение) за многократно използване. При това положение, през 1977 г. НАСА отменя мисията Скайлаб 5 завинаги.

## Краят на Скайлаб
Мисията Скайлаб 4 остава последния пилотиран полет до космическата станция. Едно, в основата си, политическо решение на висшата американска администрация и увеличаването на слънчевата активност в периода 1976 – 1979 г. решават съдбата на Скайлаб. Огромната космическа станция с маса над 77 тона губи скорост и навлиза в плътните слоеве на атмосферата на 11 юли 1979 г. Неизгорели останки от нея (някои от тях с внушителни размери) са открити около гр. Пърт, Австралия и югоизточната част на Индийския океан.

## Резултати от Програма „Скайлаб“
Космическата станция Скайлаб е първата дълговременна орбитална станция, надеждна база за разгръщане на систематични научни изследвания в областта на космическата наука. До станцията летят три екипажа, общо 9 души. Всяка една от мисиите е рекорд по продължителност на полета и престой на човека в космическото пространство. Последната от тях, Скайлаб 4, установява рекорд за продължителност (84 денонощия), който е подобрен след почти две години и половина. Трите екипажа прекарват на станцията общо 171 денонощия, през което време са проведени уникални наблюдения, опити и експерименти дали много на съвременната наука. Скайлаб е истински пример за икономично и рационално използване на наличните сурси. Станцията е изградена от третата степен на ракет носител Сатурн V, с приемливи финансови разходи и максимално опростяване на конструкцията, за разлика от всички останали орбитални станции, които са специално конструирани като такива. И до днес решението да се изостави проекта „Скайлаб“ за сметка на „Спейс шатъл“ е дискусионно. Но дори в средите на НАСА все по – често се изказват мнения (разбира се неофициални), че отказът от дълговременна орбитална станция в периода 1975 – 1980 г. е по – скоро грешка, отколкото обратното.